# Cacographie
 (mai 2015).
Si vous disposez d'ouvrages ou d'articles de référence ou si vous connaissez des sites web de qualité traitant du thème abordé ici, merci de compléter l'article en donnant les références utiles à sa vérifiabilité et en les liant à la section « Notes et références ».
La cacographie (du  grec ancien κακός / kakós, « laid, mauvais », et γράφω / gráphō, « écrire ») est une orthographe erronée ou un mauvais style.
Les noms propres sont souvent victimes de cacographies dues à une mauvaise compréhension de l'étymologie ou du passage d'une langue à une autre, exemple : Châlons et Chalon[réf. nécessaire] ou Castelnaud pour « castel nau » (« château neuf »).
Dans le domaine pédagogique, la notion de cacographie renvoie à l'utilisation de textes dans lesquels des fautes d'orthographe ont été délibérément introduites afin d'entraîner les élèves à les détecter et les corriger[réf. souhaitée].

## Définition
En 1836, le Supplément au Dictionnaire de l’Académie française, sixième édition publiée en 1835, donnait de « cacographe » cette définition :

« s. m. Auteur qui écrit mal les mots d’une langue. Un cacographe. — Il est aussi adjectif. Un écrivain cacographe. »

## Histoire
Laurent Joubert (1529–1583), médecin du roi et traducteur de La Grande Chirurgie de Guy de Chauliac, a publié en 1579 un Dialogue sur la cacographie fransaize expliquant la cause de sa corruption. Antre parleurs fransais & Wolffgang.

### XIXesiècle
La cacographie est une méthode d'enseignement de l'orthographe apparue en France en 1803 dans le Recueil de phrases dans lesquelles on a violé à dessein l'orthographe des mots de Jean-Étienne-Judith Forestier Boinvilliers[source insuffisante]. En 1820, F. Munier, un instituteur membre de la Société de lettres de Metz et trouvant la méthode de Boinvilliers trop difficile, publie La Cacographie méthodique[réf. souhaitée]. Comme on reprochait à cette pédagogie d'habituer les élèves à mémoriser des formes fautives et d'aboutir ainsi à un effet inverse de celui qui était poursuivi, elle fut abandonnée dans les années 1850 pour être remplacée par des recueils de dictées[réf. nécessaire].

### XXesiècle
À la fin du XXe siècle, le terme de « cacographie » a aussi désigné en France un jeu avec les mots consistant à écrire une phrase dans laquelle chaque mot doit être mal orthographié, de la manière la plus amusante possible[réf. nécessaire].

## Extension
Livio Belloï et Fabrice Leroy, qui définissent la cacographie comme un « vice de forme affectant l'écriture, non seulement sous l'angle de l'orthographe et de la grammaire, mais aussi sous celui, plus latéral, de la ponctuation et de la typographie », ont, s'inspirant des travaux du Groupe µ sur les métataxes et les métaplasmes, défini les notions connexes suivantes :
- la cacomorphie, qui désigne les dysfonctionnements affectant le registre iconique ;
- la cacochromie, qui désigne un usage déviant ou dysharmonieux de la gamme de couleurs ;
- la cacosémie, qui désigne plus largement toute forme de déficience en matière de sémantique ;
- la cacologie, qui englobe les écarts vis-à-vis de la formulation de la pensée rationnelle ou de ses modalités traditionnelles ;
- la cacopraxie, qui désigne les écarts altérant la compréhension d'un champ d'action et des codes qui en régissent la pratique[4].